# Cleora semibrunnea
Cleora semibrunnea là một loài bướm đêm trong họ Geometridae.